# Cmentarz Kalamaja w Tallinnie
Cmentarz Kalamaja w Tallinnie był jednym z najstarszych cmentarzy stolicy Estonii i znajdował się na przedmieściu Kalamaja w północnej części miasta. Mieści groby tysięcy szwedzkich i estońskich mieszkańców miasta na przestrzeni 400 lat – od XVI bądź XVII wieku do 1964 roku kiedy został zamknięty i zniszczony przez władze sowieckie. Teren cmentarza tworzy obecnie park.

## Historia
Historycy są zgodni że powstał on w XVI lub XVII wieku. Był głównym miejscem pochówku Szwedów i Estończyków zamieszkujących Tallinn i okolice. Wśród pochowanych było wiele wybitnych postaci z historii Estonii. Po II wojnie światowej stał się częścią radzieckiej bazy wojskowej, i został zlikwidowany w 1964 roku. Obecnie teren dawnego cmentarza jest ogólnodostępnym parkiem bez żadnych wyraźnych śladów poprzedniego statusu.